# Danzas nativas argentinas
Las danzas nativas argentinas son danzas populares pertenecientes al folklore argentino.

## Nociones generales sobre las danzas nativas
- Danzas nativas y tradicionales de argentina:

Danzas nativas son aquellas que pertenecen a Argentina, es decir que se crearon en el país. Pero esto no siempre es fácil de determinar. Se ha generalizado el concepto de que también son nativas las que, de origen incierto o reconociendo uno extranjero, fueron intensamente practicadas en el medio argentino y sufrieron un proceso de adaptación y acriollamiento en la música, su coreografía, su texto, su argumento, etc. Es decir que obtuvieron su carta de ciudadanía. 
Las danzas nativas que han llegado hasta nosotros, son tradicionales ya que han sido transmitidas de generación en generación, pero entre ellas, hay algunas especies coreográficas de neto origen extranjero, que traídas por las distintas oleadas inmigratorias, se han practicado intensamente sufriendo muy pocas variaciones. Un ejemplo es la Polca, que de origen europeo, permanece aún vigente en la Mesopotamia Argentina. Por lo tanto la Polca no es una danza nativa pero si tradicional. Otro ejemplo de esta situación, lo encontramos en el vals.
Desde hace varios años, e introducidas por el investigador Augusto Raúl Cortazar, se habla de las características de lo que el llama Fenómenos Folklóricos. Se dice que un hecho es folklórico cuando es anónimo, tradicional, vigente, de transmisión oral, popular, colectivo, funcional, empírico y regional.
En función de estas características, se puede hablar de un Folklore histórico, al que pertenecen aquellos fenómenos que ya no se practican, uno vigente o Folklore vivo y un Folklore naciente, en el que se incluyen por ejemplo especies musicales y coreográficas de reciente creación, y que a pesar de no cumplir con la caracterización mencionada, pues por ejemplo, tienen un autor conocido, están arraigadas fuertemente a su región de origen y son ampliamente difundidas en todo el país.
las danzas nativas son bastante importantes sobre todo en regiones del norte donde su ritmo y música es netamente indígena ejemplo de estas danzas son el carnavalito, el huayno, el bailecito y la tarqueada los aportes africanos también han estado presentes entre ellos podemos citar al candombe, la zenda e incluso el tango danza porteña conocida mundialmente.ista neutral y pueda ser verificada por fuentes externa

## Ubicación de las danzas en el cuadro de baile

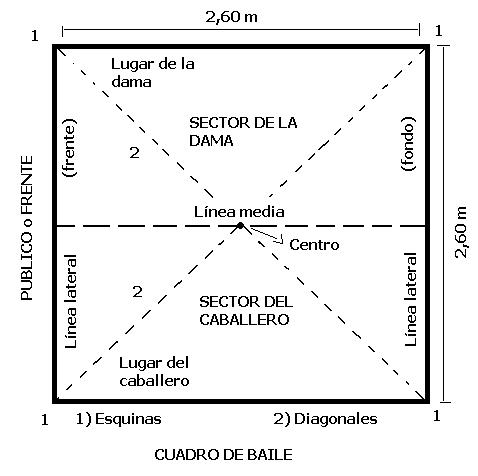
r

Las danzas se bailan en un cuadrado imaginario de 2,60 metros de lado como mínimo.
- En danzas con paseos y avances como la jota cordobesa, el tunante, etc., el cuadro se hace un metro más, para dar mayor libertad de movimiento.

Los caballeros se ubican siempre dando la izquierda al público.

### Colocaciones en el cuadro de baile
- Primera colocación o enfrentados: Los bailarines se ubican en sus respectivos lugares, el varón da su hombro izquierdo al público. Ejemplo: gato, jota cordobesa, chacarera, zamba, etc.
- Segunda colocación o en esquinas: los bailarines se ubican en las esquinas derechas de sus respectivos lugares, el varón da su hombro izquierdo al público y la mujer queda ubicada más cerca al público. Ejemplo: escondido, remedio, remedio atamisqueño, arunguita, etc.
- Tercera colocación o en frente al público: los bailarines se ubican en la línea lateral del fondo de sus respectivos lugares, ambos dando su frente al público. Ejemplo: palito, guardamonte.
- Cuarta colocación o en cuarto: dos parejas, la primera pareja se ubica al frente, el varón da su hombro derecho al público, la segunda al fondo, el varón da su mano izquierda al público. Ejemplo: gato encadenado, huellera.
- Otras colocaciones: las cuatro anteriores no son las únicas, hay casos especiales como en el pericón nacional (8 parejas), en la cortejada (2 varones, 1 dama), el cielito de las tres Marías (3 parejas), entre otras.

## Clasificación de las danzas
- 1. Danzas individuales: (hombre o dama sola): Malambo, etc.
- 2. Danzas colectivas: Carnavalito antiguo, danza de las cintas, etc.
- 3. Danzas de pareja:'
- 'a. Pareja suelta: de galanteo vivas (de 1 pareja independiente:  Gato, etc. De 2 parejas conexas: gato en cuarto, etc. De 3: cortejada). De salón graves-vivas (de 1 pareja independiente: Cuándo, etc. De 2 parejas conexas: Minué federal, etc.)
- 'b. De parejas en conjunto: vivas (Carnavalito moderno) pausadas (Pericón, etc).
- c. Pareja tomada e independiente: pareja tomada sin enlace (carnavalito, taquirari, etc.) Pareja enlazada (vals, polca, etc) pareja enlazada estrechamente (tango moderno, etc).

Los compañeros pueden bailar principalmente sueltos, sin tener contacto, o bien tomados, en cuyo caso las danzas son respectivamente, de pareja suelta y de pareja tomada.
Cuando una pareja suelta no coordina sus movimientos con otras, la danza es de pareja suelta independiente; si lo hace formando (cadenas, ruedas, pabellones, etc.), la danza es de parejas sueltas conexas o relacionadas.

## Notación coreográfica

### Letras y abreviaturas
- Av.: avance.
- c. comp.: compás.
- C: caballero.
- C1, C2, C3: caballero 1º, 2º, 3º, etc.
- cad.: cadena.
- Cast.: castañetas.
- d: pie, pierna o paso derecho.
- D: dama.
- D1, D2, D3: dama 1º, 2º, 3º, etc.
- ent.: entera.
- esq.: esquina.
- f. fin.: final.
- g.: giro.
- g. f.: giro final.
- H: hombre.
- i: pie, pierna o paso izquierdo.
- M: mujer.
- p: paso.
- par.: pareja.
- r.: retroceso.
- S, sal.: saludo.
- v.: vuelta.
- v. ent.: vuelta entera.
- Z o Zap.: zapateo.
- Z o zar.: zarandeo.

### Elementos
- 1. Posición inicial: Los brazos deben caer con naturalidad a los costados, salvo que se indique otra posición. En las marchas las piernas se llevan ligeramente flexionadas -y no duras- para que el paso resulte ágil, suelto y elegante.
- 2. Castañetas: Se producen mediante las yemas de los dedos mayores, que después de unirse con las de los pulgares, se dejan resbalar y golpear veloz y fuertemente sobre la base de aquellos (pulpejo).

Al percutirse las castañetas, la palma de la mano y los dedos mayor, anular y meñique forman como una especie de caja de resonancia.
Al efectuar las castañetas, los brazos deben estar flexionados (en arco) con los codos ligeramente hacia los costados y abajo, las manos a la altura de la cara, -un poco más afuera que los hombros-, sin dejarlas caer.
Pueden hacerse 3 castañetas por compás, acompañando el apoyo de los pies en los 3 movimientos de cada paso; a menudo se percuten sólo 2, ocupando los primeros tiempos.
- 3. Pañuelo: Se lo toma con la mano derecha, se lo dobla por la mitad, se coloca la palma de la mano hacia arriba y se coloca el pañuelo cubriendo el dedo mayor y se lo sujeta con los dedos índice y anular; la mano izquierda, en el varón, se deja atrás o simplemente al lado de la cadera; y la mujer, toma su pollera. Zamba, remedio, mariquita.
- 4. Voces de mando: El bastonero dirige con una voz la figura a realizarse (giro, vuelta...), la parte de la danza (1º, 2º, 3º) o cuando se está por acabar (ahura, bueno, se acaba...). En algunas danzas que poseen muchas parejas (pericón), el bastonero dirige cada figura que se va a realizar.
- 5. Palmas: Se realizan en la introducción, se golpean las manos que se ubican a la altura de la cara del lado derecho; el golpeteo es similar al sonido "papá-papá papá-papá". En algunas danzas se utilizan en partes de sus figuras (escondido). En algunas no se las realiza (zamba).
- 6. Paso básico o paso criollo común: para realizarlo no necesitamos de la posición de brazos o pañuelos; Tiene tres movimientos, en la gran mayoría de las danzas, se comienza a bailar con el pie izquierdo. 1º movimiento: se realiza un paso hacia adelante con la pierna izquierda, 2º movimiento: se coloca la punta del pie derecho junto al pie izquierdo y a la altura de su arco, 3º movimiento: se pasa el peso del cuerpo hacia la media punta del pie derecho y al mismo tiempo avanza el pie izquierdo con un paso natural. Luego se repiten los mismos movimientos con la pierna derecha. Es muy similar al paso de vals.
- 7. Paso caminado: para realizarlo los brazos tienen que estar relajados, es dar un paso con la pierna izquierda y luego con la pierna derecha, es similar a una caminata normal.
- 8. Paso aminuetado: es similar al paso caminado, pero se comienza con pie derecho, se utiliza en las danzas de época (minué, cuándo), generalmente la mujer va con las manos en la pollera, y el varón con las manos atrás.
- 9. Paso saltado o saltadito: se utiliza en las danzas indígenas (carnavalito, pala-pala...), las manos van atrás. Se realiza haciendo una punta con el pie izquierdo y pisar inmediatamente con ese pie, realizar lo mismo con el pie derecho avanzando cada vez más.

## Danzas originadas en Argentina
- Tango
- Zamba
- Candombe
- Chamamé
- Cañaveral tucumano
- Zamba alegre
- Loncomeo
- kaani
- Chacarera
- Chacarera doble
- Chacarera trunca
- Carnavalito
- Cielito
- Cuarteto
- Malambo
- Palito
- Pim pim
- Sombrerito
- Lorencita

## Danzas en Argentina
- Bailecito
- Bailecito de cuatro
- Candombe
- Cañaveral tucumano
- Carnavalito
- Cueca
- Chacarera
- Chacarera doble
- Chacarera trunca
- Chamamé

- Camo
- Huayno
- kaani
- Litoraleña
- Loncomeo
- Malambo
- polca
- Remedio pampeano
- gato
- Taquirari
- Zamacueca
- Zamba
- Zamba alegre
- Tango